# Supermarine Swan
Dimensions
Le Supermarine Swan était un avion amphibie biplan expérimental britannique des années 1920, construit par la compagnie Supermarine Aviation Works, Ltd. à Woolston. Seul un exemplaire fut construit, et il fut utilisé pour le transport de passagers entre l'Angleterre et la France.

## Conception et développement
Le Swan fut conçu par Reginald Mitchell, concepteur en chef à Supermarine, comme avion amphibie biplan bimoteur en bois, en parallèle avec le Scylla (en), qui devait remplacer les Felixstowe F.5 de la Royal Air Force.
L'unique exemplaire construit, numéro de série N175, prit l'air pour la première fois le 25 mars 1924. L'avion était propulsé par deux moteurs Rolls-Royce Eagle IX produisant chacun une puissance de 350 ch (261 kW). Il fut ensuite remotorisé avec des Napier Lion de 450 ch (336 kW) et vit son train d'atterrissage retiré pour effectuer des évaluations au Marine Aircraft Experimental Establishment (en) (MAEE), en août 1924. En 1926, il reçut le numéro de registre G-EBJY et fut loué à la compagnie Imperial Airways en tant qu'hydravion, avec de l'espace pour dix passagers, et il y fut utilisé jusqu'à son envoi à la destruction, en 1927.

## Utilisateurs
- Royaume-Uni :
  - Marine Aircraft Experimental Establishment (en) ;
  - Imperial Airways.